# Kanaal van Willebroek
Kanaal van Willebroek är en kanal i Belgien. Den ligger i den centrala delen av landet.
Runt Kanaal van Willebroek är det i huvudsak tätbebyggt. Runt Kanaal van Willebroek är det mycket tätbefolkat, med 4 188 invånare per kvadratkilometer.